# Рудник Балтатау
Рудник Балтатау – колишнє гірничодобувне підприємство у Башкортостані.
В 1986 році для забезпечення додатковим ресурсом Сібайської збагачувальної фабрики почали підготовку до розробки мідноколчеданного (із вмістом свинцю, кадмію та селену) родовища Балтатау. Розкривні роботи стартували в 1987-му, а початок видобутку припав на 1993-й. Річна потужність кар’єру Балтатау становила 220 тисяч тон, при цьому станом на кінець 2000 року тут було видобуто 950 тисяч тон руди. Попутно на Балтатау видобували золото.
Руда з Балтатау вирізнялась високим вмістом металу, проте розміри родовища були доволі невеликими. Як наслідок, не пізніше другої половини 2000-х родовище було випрацьоване.
Кар’єр, що за час розробки досягнув глибини у 55 метрів, наразі затоплений.